# Mallophora trisiphones
Mallophora trisiphones är en tvåvingeart som beskrevs av Camillo Rondani 1848. Mallophora trisiphones ingår i släktet Mallophora och familjen rovflugor. Inga underarter finns listade i Catalogue of Life.